# 劉魁 (正德舉人)
劉魁（1487年—1553年），字煥吾，號晴川，江西承宣布政使司吉安府泰和縣（今江西省泰和縣）人，明朝政治人物。

## 生平
正德二年（1507年）丁卯科江西鄉試中舉，受業于王守仁。嘉靖初年，擔任寶慶府通判。歷鈞州知州，潮州府同知。入朝擔任工部員外郎，上書反對明世宗寵倖陶仲文，后下獄去世。

## 著作
著有《晴川集》、《省愆槀》。

## 延伸阅读
[在维基数据编辑]
 《明史卷二百〇九》，出自《明史》
 《國朝獻徵錄·卷之五十一》，出自焦竑《國朝獻徵錄》